# Bitwa pod Atoleiros
Bitwa pod Atoleiros – starcie zbrojne, które miało miejsce 6 kwietnia 1384 roku pod Atoleiros niedaleko Estremoz pomiędzy wojskami portugalskimi a kastylijskimi w czasie portugalskiej wojny o niepodległość.
Siły portugalskie dowodzone przez sławnego rycerza Nuno Álvaresa Pereirę i księcia Jana, późniejszego króla Portugalii, liczyły 300 rycerzy i 1 500 piechurów. Nuno podzielił swoje oddziały na cztery części i ustawił w kwadrat, zabezpieczając się przed atakiem z każdej strony.
W podmokłym terenie Kastylijczycy nie mogli w pełni wykorzystać siły kawalerii, którą raz po raz słali do bezskutecznych szarż, jednak jazda nie była w stanie sforsować szeregów piechoty wspieranej przez kuszników. W bitwie tej Kastylijczycy po raz pierwszy zetknęli się na polu bitwy z Portugalczykami i ich uzbrojeniem – długimi lancami i procami.
Było to pierwsze z wielkich zwycięstw Nuno. Taktyka czworoboku wspaniale się sprawdziła i od tej pory Nuno stosował ją wielokrotnie. Sukces ten nie odwrócił jeszcze losów kampanii, bo wkrótce Kastylijczycy stanęli pod Lizboną, zapowiadał już jednak rychłą klęskę najeźdźców.